# Finnische Badmintonmeisterschaft 2015
Die Finnische Badmintonmeisterschaft 2015 fand vom 30. Januar bis zum 1. Februar 2015 in Vantaa statt.

## Medaillengewinner
| Disziplin    | Gold                         | Silber                          | Bronze                           |
| ------------ | ---------------------------- | ------------------------------- | -------------------------------- |
| Herreneinzel | Anton Kaisti                 | Kasper Lehikoinen               | Henri Aarnio                     |
| Herreneinzel | Anton Kaisti                 | Kasper Lehikoinen               | Eetu Heino                       |
| Dameneinzel  | Nanna Vainio                 | Airi Mikkelä                    | Riikka Sinkko                    |
| Dameneinzel  | Nanna Vainio                 | Airi Mikkelä                    | Sonja Pekkola                    |
| Herrendoppel | Marko Pyykönen Pekka Ryhänen | Iikka Heino Anton Kaisti        | Mika Köngäs Jesper von Hertzen   |
| Herrendoppel | Marko Pyykönen Pekka Ryhänen | Iikka Heino Anton Kaisti        | Petri Hyyryläinen Mikko Vikman   |
| Damendoppel  | Sonja Pekkola Sanni Rautala  | Mathilda Lindholm Jenny Nyström | Riikka Sinkko Noora Virta        |
| Damendoppel  | Sonja Pekkola Sanni Rautala  | Mathilda Lindholm Jenny Nyström | Noora Ahola Linnea Vainula       |
| Mixed        | Henri Aarnio Jenny Nyström   | Marko Pyykönen Noora Virta      | Jesper von Hertzen Sanni Rautala |
| Mixed        | Henri Aarnio Jenny Nyström   | Marko Pyykönen Noora Virta      | Anton Kaisti Mathilda Lindholm   |